# Xã Garfield, Quận Hamlin, South Dakota
Xã Garfield (tiếng Anh: Garfield Township) là một xã thuộc quận Hamlin, tiểu bang Nam Dakota, Hoa Kỳ. Năm 2010, dân số của xã này là 118 người.